# Mauretania na Letnich Igrzyskach Olimpijskich 2024
Mauretania na Letnich Igrzyskach Olimpijskich 2024 – występ kadry sportowców reprezentujących Mauretanię na igrzyskach olimpijskich, które odbyły się w Paryżu we Francji, w dniach 26 lipca – 11 sierpnia 2024.
Reprezentacja Mauretanii liczyła dwoje zawodników – kobietę i mężczyznę, którzy wystąpili w 2 dyscyplinach.
Był to jedenasty start Mauretanii na letnich igrzyskach olimpijskich.

## Reprezentanci

### Lekkoatletyka
| Zawodnik           | Konkurencja       | Runda 1 | Runda 1 | Runda 2 | Runda 2 | Półfinał | Półfinał | Finał | Finał   | Źródło |
| Zawodnik           | Konkurencja       | Wynik   | Miejsce | Wynik   | Miejsce | Wynik    | Miejsce  | Wynik | Miejsce | Źródło |
| ------------------ | ----------------- | ------- | ------- | ------- | ------- | -------- | -------- | ----- | ------- | ------ |
| Salam Bouha Ahamdy | bieg na 100 m (k) | 13,71 · | 33.     | NQ      | NQ      | NQ       | NQ       | NQ    | NQ      | [ 1 ]  |

### Pływanie
| Zawodnik   | Konkurencja           | Eliminacje | Eliminacje | Półfinał | Półfinał | Finał | Finał | Źródło |
| Zawodnik   | Konkurencja           | Czas       | Poz.       | Czas     | Poz.     | Czas  | Poz.  | Źródło |
| ---------- | --------------------- | ---------- | ---------- | -------- | -------- | ----- | ----- | ------ |
| Camil Doua | 50 m st. dowolnym (m) | 26.02      | 55.        | NQ       | NQ       | NQ    | NQ    | [ 2 ]  |